# ふたりの桃源郷
ふたりの桃源郷（ふたりのとうげんきょう）は、2016年制作の日本のドキュメンタリー映画。

## 概要
山口放送開局60周年記念事業として制作された映画。山口県岩国市美和町の山奥、電気も水道も通っていない場所で暮らす老夫婦の暮らしと「老い」、そして家族の姿を、足かけ25年にわたって取材したもので、ズームイン!!SUPER（2002年10月1日放送）、スーパーテレビ情報最前線（2004年3月8日放送）、NNNドキュメント（2007年11月25日・2013年6月16日放送）等で放送したドキュメンタリーシリーズを再構成したものである。
映画版のナレーションは吉岡秀隆が手がけた。
2016年5月14日に東京・ポレポレ東中野での上映を皮切りに、全国各地で上映されている。

## あらすじ
第二次世界大戦から引き揚げてきた田中寅夫・田中フサコの夫婦。二人は寅夫の故郷に近い中国山地の山奥を切り開き、3人の娘を育て上げた。高度経済成長期に入り、子供たちのことを考え、一度は大阪に移住するが、子供たちが独立したのを見届けると、還暦を過ぎた二人は「自分たちの原点」と語るあの山に戻る。
日中は畑を耕し、湧き水を沸かした風呂につかり、釜で炊くご飯を食べる生活を続ける二人。しかし、やがて二人に「老い」が訪れる。娘たちは山を下りて一緒に暮らすことを提案するが、「この山で最期を迎えたい」と山を離れない。ついには、三女が両親の暮らす山に移住し、二人の暮らしを助ける。

## スタッフ
- 監督：佐々木聰
- 企画：赤尾嘉文（山口放送代表取締役会長）
- 製作指揮：岩田幸雄
- プロデューサー：久保和成
- アシスタントプロデューサー：藤村剛
- 配給宣伝協力：ウッキー・プロダクション
- 協力：NNNドキュメント
- 特別協賛：西京銀行・東ソー・富士フイルム・ロート製薬
- 後援：山口県教育委員会・山口県社会福祉協議会
- 製作著作：山口放送

## 受賞
- 第90回 キネマ旬報 文化映画ベスト・ワン
- 平成28年度 文化庁映画賞 文化記録映画優秀賞
- 第40回 山路ふみ子映画賞 福祉賞
- 2017 アメリカ国際フィルム・ビデオ祭 エンターテインメント部門 金賞